# Rhytidosporum inconspicuum
Rhytidosporum inconspicuum är en tvåhjärtbladig växtart som beskrevs av L.W. Cayzer, M.D. Crisp och I.R.H. Telford. Rhytidosporum inconspicuum ingår i släktet Rhytidosporum och familjen Pittosporaceae. Inga underarter finns listade.